# 삼성 갤럭시 S 플러스
삼성 갤럭시 S 플러스(Samsung Galaxy S Plus)는 삼성전자에서 제조/판매하는 스마트폰이다. 이론적으로는 삼성 갤럭시 S모델의 2011에디션이라고 생각이 들겠지만, 거의 모든 하드웨어 구성 요소는 다르다. 갤럭시 S 플러스는 삼성 갤럭시 S의 삼성전자 엑시노스 3 싱글코어 칩셋대신 퀄컴 스코피온 프로세서 MSM8255T(스냅드래곤 S2)를 적용했다. 이 기기는 삼성전자의 안드로이드 업그레이드 지원을 2.3.3에서 2.3.6까지 지원을 받았다. 갤럭시 S 플러스는 한국에 출시되지 않은 제품이다.

## 같이 보기
- 삼성 갤럭시 시리즈